# Каркоте
Каркоте (исп. Salar de Carcote) или Сан-Мартин (исп. Salar de San Martín) — солончак на севере Чили в провинции Эль-Лоа на северо-востоке области Антофагаста.
Солончак Каркоте располагается на высоте 3686 м над уровнем моря, занимая 108 км², из которых до 4 км² приходится на множество небольших озёр. Площадь водосборного бассейна солончака — 561 км².
Солончак Каркоте в направлении юго-запад — северо-восток пересекает железная дорога из Антофагасты в Боливию.